# Courant wilsoniste
Le Courant wilsoniste (Correntada Wilsonista) est une tendance organisée du Parti national (blanco) uruguayen. Fondé en 2002 par Francisco Gallinal, son nom fait référence au wilsonisme, un courant important du Parti blanco de 1971 à 1989, dirigé par le caudillo Wilson Ferreira Aldunate. Il s'est joint à la tendance herreriste du parti en 2008 pour former le groupe Unité nationale, appuyant la précandidature de l'ex-président Luis Alberto Lacalle pour les élections primaires de juin 2009. Lacalle a été battu au second tour de la présidentielle par le candidat du Front large (coalition de gauche), l'ex-guérillero José Mujica.

## Histoire
Le Courant wilsoniste fut fondé en 2002 par Francisco Gallinal, élu en 1999 sur les listes herreristes. Aux élections primaires de 2004, cette tendance a appuyé la précandidature de Jorge Larrañaga, qui obtint l'investiture du parti. Ce dernier dirige aujourd'hui la tendance de l'Alliance nationale, rivale de l'Unité nationale à laquelle appartient le courant wilsoniste.
Plusieurs leaders blanco font partie de cette tendance, à laquelle s'est jointe le mouvement Manos a la Obra, dont Enrique Antía et Herman Vergara. La députée Beatriz Argimón, qui s'en est par la suite distancée, en faisait aussi partie.